# كريستيان بوفيدا
كريستيان بوفيدا (بالفرنسية: Christian Poveda) (و. 1955 – 2009 م) هو مخرج أفلام، وصحفي، ومصور من فرنسا، وإسبانيا، ولد في الجزائر، توفي عن عمر يناهز 54 عامًا.

## لا فيدا لوكا
لا فيدا لوكا (الحياة المجنونة، 2008) هو فيلم وثائقي صوّره بوفيدا في السلفادور عن حياة العصابات المحلية.
لمدة 16 شهرًا قام بوفيدا بتصوير الشباب المهمشين في السلفادور المنقسمين بين عصابتين متنافستين هما عصابة مارا سالفاتروتشا وعصابة الشارع الثامن عشر.
وتركز الكاميرا المحمولة باليد على الحياة اليومية في خلية أساسية في إحدى زنزانات إحدى المارا العملاقة، وهي جماعة لا كامبانيرا إكس 18، التي تتألف من خمسين مراهقًا وشابًا تتراوح أعمارهم بين 16 و18 عامًا.
عُرض الفيلم الوثائقي في مهرجان سان سيباستيان السينمائي الدولي في سبتمبر 2008.

## وصلات خارجية
- كريستيان بوفيدا على موقع IMDb (الإنجليزية)
- كريستيان بوفيدا على موقع ألو سيني (الفرنسية)
- كريستيان بوفيدا على موقع أول موفي (الإنجليزية)
- كريستيان بوفيدا على موقع قاعدة بيانات الفيلم (الإنجليزية)
- كريستيان بوفيدا على موقع كينوبويسك (الروسية)